# Cantón de Sainte-Foy-la-Grande
El cantón de Sainte-Foy-la-Grande era una división administrativa francesa, que estaba situada en el departamento de Gironda y la región de Aquitania.

## Composición
El cantón estaba formado por catorce comunas:
- Caplong
- Eynesse
- La Roquille
- Les Lèves-et-Thoumeyragues
- Ligueux
- Margueron
- Pineuilh
- Riocaud
- Saint-André-et-Appelles
- Saint-Avit-de-Soulège
- Saint-Avit-Saint-Nazaire
- Sainte-Foy-la-Grande
- Saint-Philippe-du-Seignal
- Saint-Quentin-de-Caplong

## Supresión del cantón de Sainte-Foy-la-Grande
En aplicación del Decreto nº 2014-192 de 20 de febrero de 2014, el cantón de Sainte-Foy-la-Grande fue suprimido el 22 de marzo de 2015 y sus 14 comunas pasaron a formar parte del nuevo cantón de Le Réole y las Bastidas.